# Hermann Lauscher

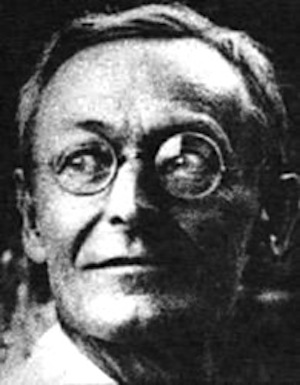
Hesse en 1925.

Escritos póstumos y poesías de Hermann Lauscher fue el título de un pequeño libro que Hermann Hesse  escribió entre 1896 a 1899, y publicado en noviembre de 1900, en Basilea. El librito apareció en una edición muy reducida, casi al margen de la opinión pública y no llegó a ser conocido más que por un reducido círculo de amigos, hasta que lo publicó de nuevo en 1920.
Es una de las obras de juventud del autor, en la que trae a colación y pone ante la vista del lector la angustia y la profunda labor creadora de un poeta joven, que trata de descubrir el cómo y el porqué en sí mismo y en su entorno, algo que no acierta a comprender.

## Historia
Ya que el librito salió en una edición muy reducida, nunca más pensó en reedirtarlo, pero algunos amigos íntimos le rogaron encarecidamente. Ya que no veía motivo para renegar una época de su juventud, y viéndose con ánimo de justificar el estilo empleado, cedió a tales ruegos y proposiciones.
Surgía, pues, la cuestión de saber en qué forma debía renacer los pecadillos de su juventud, Pensó primero en una refundición del librito, pero reconoció bien pronto que los pensamientos y los sentimientos de un muchacho de veinte años no pueden corregirse diez años después, pues su relativo valor estriba precisamente en la expresión, en el ritmo, en la actitud. Y suprimir algunas cosas o embellecer otras no le pareció lo más oportuno.
El texto siguió siendo el mismo. Pero, a pesar de todo, le pareció conveniente una ampliación de aquel librito fragmentario de tan reducido volumen. Entonces añadió dos cortos escritos de aquellos tiempos: Lulú y Noches de insomnio. El primero había aparecido tan sólo en una revista suiza; el segundo no se había aún publicado. Los dos están en íntima relación con el Lauscher y fueron creados en la misma época
En resumidas cuentas, Hermann Hesse define el Lauscher como: es sólo un libro de confesiones para mí y mis amigos
- Datos: Q1611952